# Monaco Run
Le Monaco Run est un événement de course à pied regroupant plusieurs courses au sein de la principauté de Monaco. Il est organisé par la Fédération monégasque d'athlétisme depuis 2011.

## Éditions
L'édition 2025 se déroule les 8 et 9 février.